# Dr. LaFleur's Theory
Dr. LaFleur's Theory è un cortometraggio muto del 1912 diretto e interpretato da Van Dyke Brooke e Maurice Costello.

## Produzione
Il film fu prodotto dalla Vitagraph Company of America.

## Distribuzione
Distribuito dalla General Film Company, il film - un cortometraggio in una bobina - uscì nelle sale cinematografiche statunitensi il 6 maggio 1912. Nel Regno Unito, fu distribuito il 1º agosto 1912.